# The Curse of Monkey Island
The Curse of Monkey Island, traduible com "la maledicció de Monkey island" és un joc d'aventures desenvolupat i publicat per LucasArts, i el tercer joc de la sèrie Monkey Island. Es va llançar el 1997 i va seguir els èxits jocs The Secret of Monkey Island i Monkey Island 2: LeChuck's Revenge. El joc és el dotzè i darrer joc de LucasArts que utilitza el motor SCUMM, el qual s'havia actualitzat contínuament per a aquest últim llançament abans de ser substituït pel motor GrimE per al següent joc de la sèrie, Escape from Monkey Island. The Curse of Monkey Island és el primer joc de Monkey Island que inclou actuacions de veu i té un estil gràfic més dibuixat que els jocs anteriors.
La història del joc se centra en Guybrush Threepwood, un pirata aspirant que ha de retirar una maledicció del seu amor Elaine Marley. A mesura que la història avança, haurà de tractar amb una banda de misteriosos pirates, un rival estereotipat bucaner francès, una banda de contrabandistes ferotges i el seu antic capità enemic LeChuck.
The Curse of Monkey Island va obtenir premis i crítiques positives, i l'artista Bill Tiller va registrar vendes superiors a les 500.000 unitats el 2003. El 2000 la va seguir la seqüela Escape from Monkey Island.

## Joc
The curse of monkey island és un joc d'aventures que apuntar i clicar. El motor SCUMM també es va utilitzar en aquesta entrega de Monkey Island, però es va actualitzar a una "moneda verbal" (basada en Full Throttle), una interfície que consistia en un menú en forma de moneda amb tres icones: una mà, un crani i un lloro, que representa bàsicament accions relacionades amb les mans, els ulls i la boca, respectivament. Aquestes icones impliquen les accions que Guybrush realitzaria amb un objecte. La icona de la mà solia significar accions com agafar alguna cosa, accionar un mecanisme o colpejar algú, la icona del crani s’utilitzava més per examinar o mirar objectes i la icona del lloro s’utilitzava per emetre ordres de Guybrush com parlar amb algú o obrir un ampolla amb les dents. Així, l'inventari i les accions eren visibles en fer clic, en lloc de fer-ho en la part inferior de la pantalla, com els jocs anteriors de Lucasarts per assenyalar i fer clic.
El jugador controlava un cursor "X" blanc amb el ratolí, que es tornava vermell quan estava situat sobre d'un objecte (o persona) amb el qual Guybrush podia interactuar. Si feu clic amb el botó esquerre sobre un objecte, ja sigui dins o fora de l'inventari, apareixerà el menú de monedes, mentre que fent clic amb el botó dret es realitzaria l'acció més evident amb aquest objecte en particular. Fer clic amb el botó dret a una porta, per exemple, va fer que Guybrush intentés obrir-la, mentre que fer clic amb el botó dret a una persona significava parlar-li.

## Argument
Guybrush Threepwood es troba a la deriva al mar en un vehicle d'autos de xoc flotant, incapaç de recordar com va escapar del parc d'atraccions Big Whoop. S’acosta a l'illa Plunder, governada pel seu amor Elaine Marley i assetjada pel pirata zombi LeChuck. LeChuck el captura i el tanca a la bodega del vaixell. Buscant una sortida, Guybrush dispara un canó sense restriccions (fent que LeChuck caigui una bola de canó màgica de vudú que explota, destruint el cos zombi de LeChuck), troba un anell de diamants a la bodega del tresor i s’escapa de la nau quan s’enfonsa. Es retroba amb Elaine i li proposa amb l'anell de diamants. No obstant això, es revela que l'anell està maleït i quan Elaine es posa es transforma en una estàtua d'or i és robada pels pillards.
La Voodoo Lady li diu a Guybrush que ha de viatjar a Blood Island per trobar un anell de diamants de més valor per trencar l'encís. Guybrush recupera l'estàtua d'Elaine, troba un mapa de Blood Island i assegura un vaixell i una tripulació per portar-lo allà. Durant el viatge, el vaixell és atacat pel capità Rottingham, que roba el mapa. Després de molta pràctica, Guybrush s’assabenta de la lluita contra les espases i de l'insult a la batalla marítima i derrota Rottingham quan es troben, recuperant el mapa. Tanmateix, poc després, el vaixell de Guybrush s’estavella a Blood Island en una tempesta, l'estàtua d'Elaine es llança cap a l'interior i els motins de la tripulació. Mentrestant, LeChuck és reviscut sense voler com un pirata demoníac pirocinètic per un pirata carronyer i torna al seu carnaval a Monkey Island per organitzar la presa de Guybrush i Elaine.
Sol a l'illa de la sang, Guybrush es troba amb els locals, inclosos els caníbals de l'illa Monkey, aprèn una trista història d'amor perdut i fingeix la mort per entrar a una cripta i assegurar-se una nova banda de compromís. Juga amb contrabandistes per adquirir un diamant sense maleir, combina els dos per fer un nou anell i torna a l'Elaine a la normalitat. Els dos comparteixen un moment abans que l'exèrcit esquelètic de LeChuck els agafi.
LeChuck torna a convertir Guybrush en un nen i el deixa al parc d'atraccions Big Whoop amb Elaine. Utilitzant una cura per a la ressaca descoberta a Blood Island, Guybrush torna a ser adult i puja a la muntanya russa de la Mort per enfrontar-se a LeChuck. Guybrush improvisa un explosiu i dispara una allau, enterrant LeChuck sota el parc temàtic. Guybrush i Elaine es casen i salpen cap a la seva lluna de mel, mentre diversos amics coneguts en les seves aventures els acomiaden.

## Desenvolupament
The Curse of Monkey Island es va anunciar durant la Fira Europea de la Informàtica al setembre de 1996. Segons Next Generation, els predecessors del joc havien tingut un "èxit relativament menor" als Estats Units, però es van convertir en "superproduccions a la PC i l'Amiga a tot Europa". El creador de Monkey Island, Ron Gilbert, s’havia separat de la sèrie després de Monkey Island 2, i els nous líders del projecte eren Jonathan Ackley i Larry Ahern, els quals havien treballat anteriorment a Full Throttle (la interfície del joc es va adoptar gairebé per complet). L'artista principal de fons va ser Bill Tiller.
Durant la producció, exemples de canvis importants inclouen la millora del paper de Murray, el crani parlant. Destinat originalment a aparèixer només al primer capítol, es va mostrar tan popular entre els jugadors de proves que va ser escrit per reaparèixer en diversos punts més tard del joc.
El joc es va tornar a llançar posteriorment en un CD-ROM recopilatori de jocs de Monkey Island, inclòs amb The Secret of Monkey Island i Monkey Island 2: LeChuck's Revenge anomenat Monkey Island Bounty Pack.
Després d'enviar el joc, una pel·lícula de Monkey Island estava a punt. Això només es va treure a la llum quan Tony Stacchi, un artista conceptual del projecte, va enviar el seu treball a The Scumm Bar, una web de fans de Monkey Island. La pel·lícula es va cancel·lar en les primeres etapes del desenvolupament, però Tony Stacchi va publicar l'obra a la seva cartera.

### Àudio
Michael Land, que va proporcionar gran part de la música dels dos primers jocs, va compondre la partitura. The Curse of Monkey Island va ser el primer joc de la sèrie que va incloure l'veu. El repartiment de veu principal consistia en Dominic Armato com Guybrush Threepwood ; Alexandra Boyd com a Elaine Marley i Son Pirate; Earl Boen com LeChuck ; Denny Delk com a Murray, Skully i Father Pirate; Neil Ross com a Wally B. Feed; Alan Young com a Haggis McMutton; Michael Sorich com a Edward Van Helgen i Charles DeGoulash (Nuvi fantasma); Gregg Berger com a Cutthroat Bill; i Leilani Jones Wilmore com a Voodoo Lady. Altres actors de veu van incloure a Kay E. Kuter com a Griswold Goodsoup, Tom Kane com a capità René Rottingham and the Flying Welshman, Patrick Pinney com a Stan i Victor Raider-Wexler com a Slappy Cromwell and the Snowcone Guy. El joc té fins i tot estrelles convidades especials com Mary Kay Bergman com a Minnie "Stronie" Goodsoup (núvia fantasma), Gary Coleman com Kenny Falmouth i la futura estrella de l' Àngel Glenn Quinn com a Pirata # 5.

### Diferències en les versions localitzades
Les versions no angleses del joc ometen la secció al començament del segon CD, on l'equip de Guybrush canta la cançó "A Pirate I Was Meant To Be". En aquesta secció, el jugador, com Guybrush, ha d'aturar el cant de la tripulació; tot i que, a cada intent, només comencen una nova estrofa que rima a la línia del jugador, fins que diu una línia que acaba amb la paraula " orange " que fa que la cançó no pugui continuar. Com que tota la secció es basa en la rima anglofònica, es va eliminar de les versions no angleses del joc.

## Recepció

### Vendes
Segons la firma d'investigació de mercat PC Data, The Curse of Monkey Island va vendre 52.049 còpies als Estats Units a finals de 1997. Es van comprar altres 40.538 exemplars al país entre gener de 1998 i juliol de 1998, que van obtenir ingressos de 1,57 milions de dòlars per al període. El joc va ser un èxit al mercat alemany: Heinrich Lenhardt de PC Gamer US va escriure: "Si no fos per les xifres de vendes a Alemanya, probablement LucasArts no s'hauria molestat" a continuar la franquícia. La segona quinzena de novembre de 1997, Curse va debutar al número 4 de les llistes de vendes de jocs d'ordinador de Media Control per al mercat alemany. Es va mantenir en el top 10 fins al gener de 1998, arribant al tercer lloc durant la primera quinzena de desembre, i la seva ratxa entre els 20 primers va continuar fins al març. El joc havia passat 24 setmanes a la classificació més alta de Media Control a finals de maig, quan va aconseguir el lloc número 27. L'agost de 1998, Curse va rebre un premi "Or" del Verband der Unterhaltungssoftware Deutschland (VUD), indicava vendes d'almenys 100.000 unitats a Alemanya, Àustria i Suïssa.
El joc va romandre a les prestatgeries el 2001: aquell any, PC Data va registrar vendes de 19.552 unitats més a Amèrica del Nord. Luis Castillo de Westwood Estudis estima que la maledicció de Monkey Island ' vendes de tota la vida a 300.000 còpies abans de 2002, mentre que LucasArts Bill Tiller va declarar el 2003: "Crec que CME venut més de mig milió d'unitats d'ample món". Tiller va recordar les vendes totals entre 700.000 i 800.000 còpies el 2009.

### Ressenyes crítiques
Computer Gaming World va dir que "s'uneix al sagrat panteó de clàssics del còmic de LucasArts", i que "els jocs per ordinador poques vegades són més entretinguts que això". GameSpot va elogiar l'estil gràfic perquè el joc fos "tan divertit de veure com de jugar". Just Adventure va destacar que "la música és la millor que he escoltat mai en un joc; ... no s’atura mai i no molesta mai; sempre és una alegria ". RPGFan va comentar que les "addicions de gràfics detallats i diàlegs parlats reals van aconseguir portar la ja divertidíssima història a un nivell completament nou". Adventure Classic Gaming va abordar la crítica argumental i va dir "algunes ... pot criticar els nombrosos girs argumentals d'aquest joc ", mentre que" alguns només ho poden anomenar escriptura creativa! ", i Adrenaline Vault va comparar The Curse of Monkey Island amb el gènere d'aventures en general, dient:" Els bessons vitals d'un joc d'aventures són una bona trama juntament amb un diàleg fort. Aquest joc té tots dos, en pics ".
Tot i que Adventure Gamer va citar que la "negativa a prendre's seriosament" l'estil gràfic s'afegia "immensament a l'encant del joc", van trobar els personatges secundaris "criminalment subdesenvolupats" i el final "un anticlimax, deixant al jugador pensant que podia haver fet tant més, si només els programadors del joc l'haguessin deixat ". El final abrupte del joc va rebre crítiques de GameSpot, Just Adventure i Computer Gaming World ; l'últim dels quals va anomenar el final "l'única decepció real del joc". PC Zone va descriure que, a causa de la introducció de gràfics de dibuixos animats, "per als devots de Monkey dels dos primers títols s'ha perdut quelcom diminut i gairebé intangible", tot i que marcava el joc un 92/100, elogiant la veu sobre el treball i l'humor del joc.
Next Generation va revisar la versió per a PC del joc, classificant-la com a tres estrelles de cada cinc, i va afirmar que "Al final del dia, però, malgrat els seus defectes, Curse, igual que els seus dos predecessors, encara és prou divertit per seguir sent un experiència satisfactòria ".

### Premis
L'Acadèmia d'Arts i Ciències Interactives va nominar The Curse of Monkey Island pels seus premis "Computer Personal: Adventure Game of the Year" i "Outstanding Achievement in Art / Graphics", que el joc va perdre contra Blade Runner i Riven, respectivament. De la mateixa manera, la Conferència per a Desenvolupadors de Jocs per Ordinador va nominar Curse per a quatre Premis Spotlight, inclòs el de "Millor Aventura / RPG", però finalment van anar a parar a altres títols. No obstant això, va ser nomenat el millor joc d'aventures de 1997 per Computer Games Strategy Plus, Computer Gaming World, GameSpot i PC Gamer US. També va guanyar el premi "Millor cinema" de GameSpot. Els editors de Computer Gaming World van escriure: "Simplement, tot es fa bé en aquest joc: gràfics exuberants, interpretació de veu excel·lent, trama forta, trencaclosques intel·ligents i, el millor de tot, un guió amb més rialles que gairebé qualsevol cosa a les pel·lícules actuals. És, fàcilment, l'aventura més entretinguda dels últims anys ".

## Llegat
El 1998, eclarar el 33è millor joc d'ordinador mai llançat, i els editors el van anomenar "una gran aventura atemporal, escrita amb tonalitat intensa i interpretada de manera impecable".
El 2008, Ron Gilbert va elogiar The Curse of Monkey Island, qualificant-lo de "fantàstic" i remarcant que "van fer un treball excel·lent capturant l'humor i la sensació del joc".
El 2011, Adventure Gamers va anomenar The Curse of Monkey Island el 45è millor joc d'aventures mai llançat.